# Буржела, Клод
Клод Буржела (фр. Claude Bourgelat; 27 марта 1712, Лион — 3 января 1779[…], Париж) — французский учёный-ветеринар, ипполог, один из основоположников ветеринарной науки во Франции, организатор первых в Европе ветеринарных школ, член Парижской и Берлинской Академий наук.

## Биография

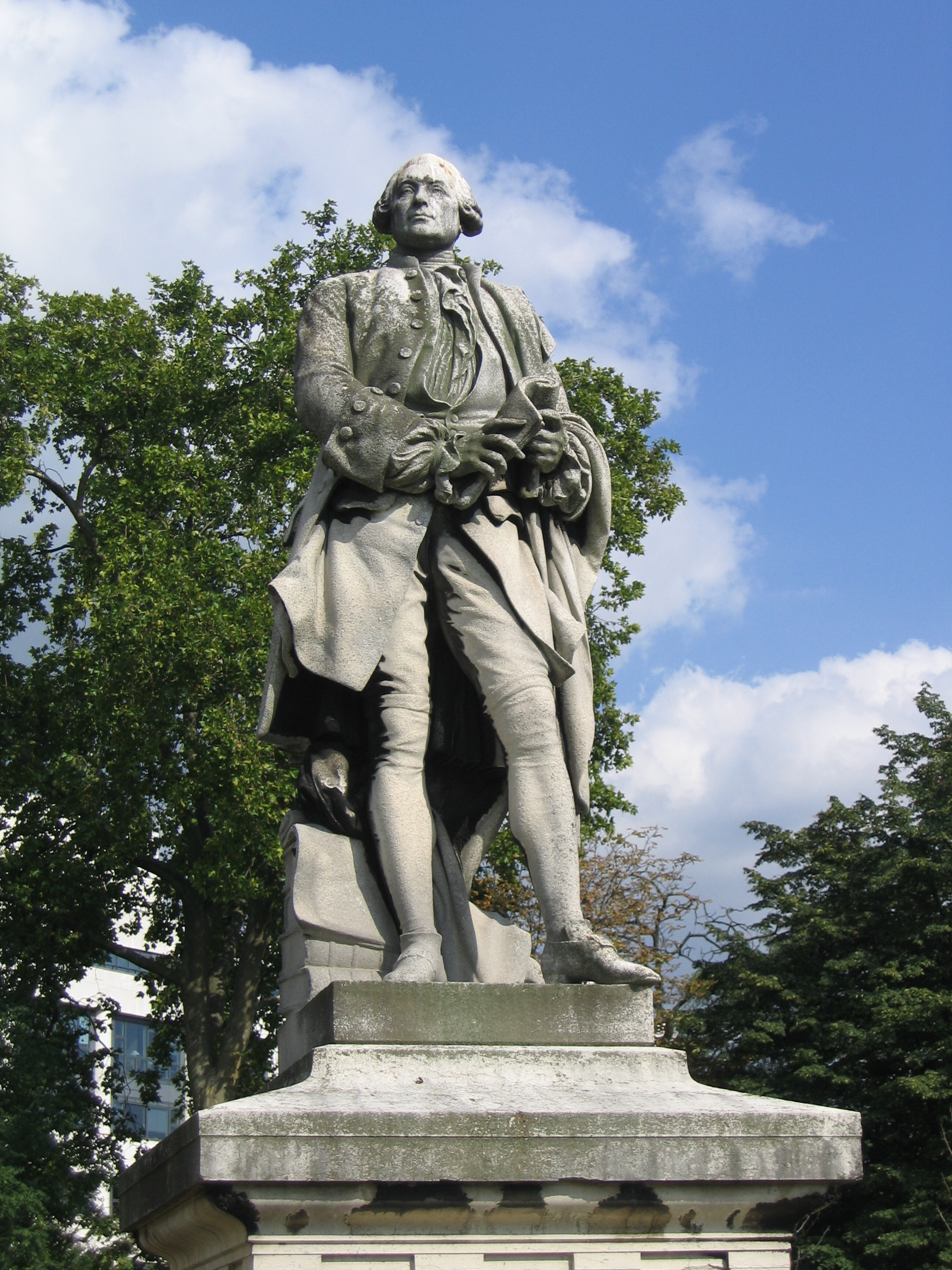
Памятник основателю Национальной ветеринарной школы в Альфоре (фр.) К. Буржела в Мезонз-Альфоре

Сперва изучал право, работал адвокатом, но желание выдвинуться побудило его поступить на военную службу, и через некоторое время он был назначен начальником кавалерийской академии в Лионе. Состоя в кавалерии, Буржела стал отличным наездником. В то время во Франции ветеринарное искусство не являлось наукой и было занятием шарлатанов.
Видя это, он твердо решился изучить предметы ветеринарной науки — анатомию, патологию и гигиену, и добился значительных успехов в этом при помощи знаменитого хирурга Клода Пото, познакомившего его также с медициной.
В 1762 году благодаря стараниям Буржела в Лионе было открыто первое в Европе ветеринарное училище, которое спустя 2 года получило звание «королевского». Французское правительство ассигновало для этого 50000 франков. Вместе с тем Буржела был назначен генеральным комиссаром всех конских заводов. Не довольствуясь теоретическим и практическим преподаванием, он заботился о создании учебных пособий для учащимся. В 1753 г. он написал книгу «Éléments d’hippiatrique» (1750—1753). Ветеринары всего мира обязаны ему также сочинением «Как ковать и содержать лошадей», «Ветеринарной энциклопедией» и значительным числом записок по зоотомии, зоофизиологии и ветеринарной патологии.
В 1765 году Буржела был назначен директором ветеринарной школы (фр.) в Альфоре.
Буржела вёл переписку со знаменитыми учеными своего времени; письма его заключают в себе много драгоценных наблюдений. Сотрудничал в написании статей по конной тематике в Энциклопедии Дидро и д’Аламбера.

## Избранная библиография
Из его сочинений наибольшего внимания заслуживает:
- Éléments d’hippiatrique (1750)
- L’art vétérinaire (1761)
- Éléments de l’art vétérinaire (1765)
- Anatomie comparée du cheval, du bœuf et du mouton (1766)
- Traité de la conformation extérieure du cheval (1769).

Является автором трактата о чуме рогатого скота, которая была в то время еще мало известна во Франции.